# Literatura hongaresa
La literatura hongaresa és bàsicament la literatura escrita en hongarès, sobretot, però no només, a Hongria. La literatura hongaresa també pot incloure obres escrites en altres llengües, especialment en llatí, sempre que tinguin una relació geogràfica o cultural amb Hongria. Tot i que durant segles va ser pràcticament desconeguda a Occident, la literatura hongaresa ha adquirit més notorietat des del final del segle xx gràcies a l'aparició de figures com Antal Szerb, Sándor Márai, Magda Szabó o Imre Kertész les obres dels quals s'han traduït a molts idiomes.

## Literatura hongaresa antiga i medieval

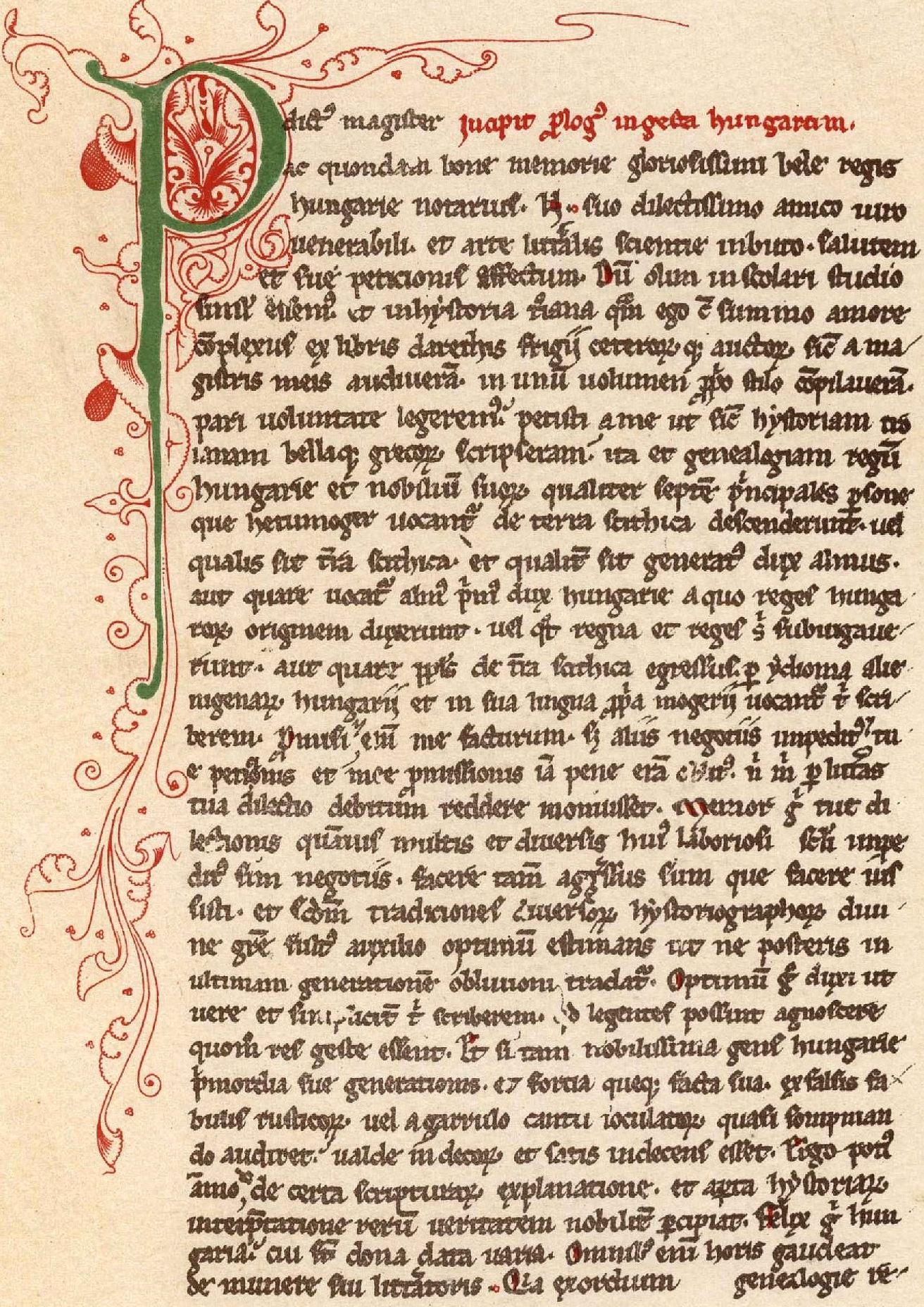
Pàgina de la Gesta Hungarorum.

El naixement de la llengua hongaresa com a tal (conegut com a període protohongarès) se situa al voltant de l'any 1000 aC, quan, segons les investigacions científiques actuals, es va separar de les seves llengües germanes, les llengües úgriques. Al començament, l'hongarès s'escrivia amb un alfabet rúnic (vegeu escriptura hongaresa antiga), tot i que no es feia servir per a finalitats literàries en el sentit modern del terme. Aquesta escriptura va ser substituïda per l'alfabet llatí amb la cristianització d'Hongria sota el regnat d'Esteve I (1000-1038). No ens n'han arribat documents escrits anteriors al segle xi.
Es creu que l'hongarès antic va néixer vora l'any 896, quan els hongaresos van ocupar la plana de Pannònia, s'hi van establir i hi van crear el seu propi Estat. Les primeres fonts escrites de l'hongarès són unes anotacions en un fur de l'abadia de Tihany (1055) que conté múltiples termes hongaresos, inclosa l'expressió feheruuaru rea meneh hodu utu rea («pujant el camí militar cap a Fehérvár»), en referència al solar on es va construir el monestir. La resta del document està escrita en llatí. El primer text conservat completament en hongarès és el Sermó de funeral i oració (en hongarès, Halotti beszéd és könyörgés), escrit entre els anys 1192 i 1195, que és una traducció o reescriptura d'un sermó anterior en llatí. El poema més antic que es conserva és Lamentacions de Maria, del segle xiii, una traducció bastant lliure d'un text llatí anterior, que és el text literari més antic conservat en qualsevol llengua ugrofinesa. Tant el Sermó de funeral i oració com les Lamentacions són difícils de llegir i entendre per a un parlant contemporani d'hongarès, en especial perquè l'alfabet llatí de 26 caràcters no permetia representar tots els sons de l'hongarès, i encara no s'havien creat els signes diacrítics i les dobles grafies.

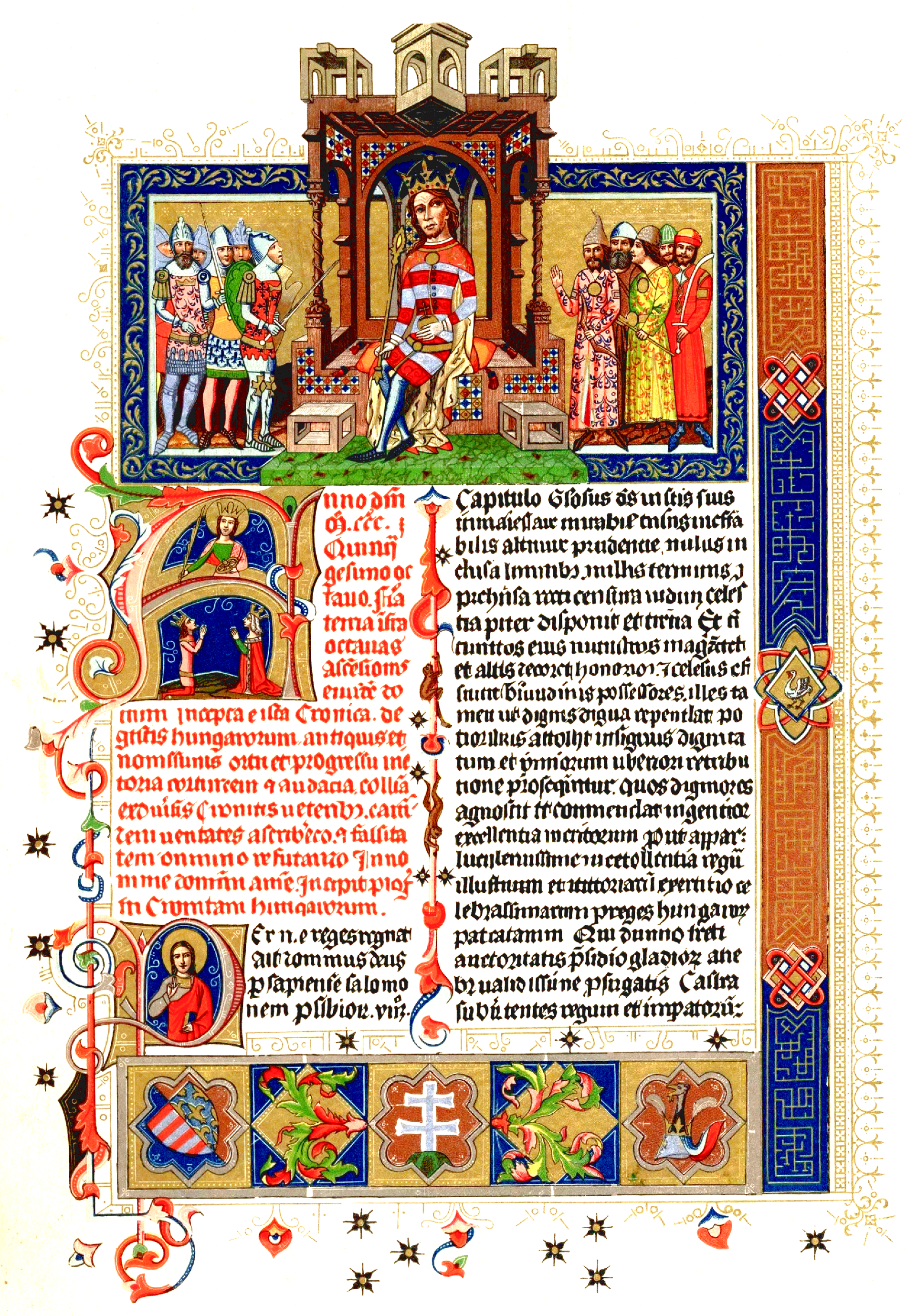
Pàgina il·lustrada de la Képes krónika.

Durant l'edat mitjana i fins ben entrat el Renaixement, a Hongria la principal llengua escrita era el llatí. Entre els documents més importants escrits en llatí en aquesta època hi ha les Admonicions de sant Esteve al seu fill, el príncep Emeric. També es van escriure cròniques
sobre la història d'Hongria, com les Gesta Hungarorum («Fets dels hongaresos»), d'autor desconegut, i les Gesta hunnorum et hungarorum («Fets dels huns i els hongaresos»), de Simon Kézai, totes dues en llatí. Aquestes cròniques barregen realitat històrica i llegenda, i s'han de prendre amb cautela com a fonts històriques. Una altra crònica medieval és la Képes krónika (Chronicon pictum o «Crònica il·lustrada»), escrita pel rei Lluís I d'Hongria.

## Renaixement i barroc
El Renaixement va veure florir la literatura hongaresa sota el regnat de Maties Corví (1458-1490). Una de les principals figures d'aquest període és Janus Pannonius, que va escriure en llatí i que és l'únic poeta humanista significatiu. També durant el regnat de Maties Corví András Hess va fundar la primera impremta d'Hongria, a Buda. El primer llibre que es va imprimir va ser la Chronica hungarorum.
L'any 1526, la major part d'Hongria va ser ocupada per l'Imperi Otomà; per això aquest any es considera el començament del Període Mitjà d'Hongria. Els poetes més importants d'aquesta època són Bálint Balassi (1554-1594) i Miklós Zrínyi (1620-1664). La poesia de Balassi presenta influències medievals, i les seves peces es poden classificar en tres grans grups: poesia amorosa, poesia de guerra i poesia religiosa. Per la seva banda, l'obra més significativa de Zrínyi és el poema èpic Szigeti veszedelem («El perill de Sziget»), escrit els anys 1648-1649, amb una estructura similar a la Ilíada i que narra la batalla de Szigetvár, en què va morir l'avi del poeta.
En l'àmbit de la literatura religiosa, l'obra més important d'aquesta època és la traducció de la Bíblia de Gáspár Károli, pastor protestant de Gönc, l'any 1590. Aquesta traducció es coneix com la Bíblia de Vizsoly, pel nom del poble on es va publicar. Una altra obra religiosa significativa és la Llegenda de santa Margarida, copiada per Lea Ráskay vora el 1510 a partir d'un text anterior avui perdut.

## Il·lustració i reforma lingüística
Al final del segle xvii, Hongria va passar d'estar dominada pels turcs a formar part de l'Imperi Austrohongarès. La Il·lustració hongaresa es va retardar una cinquantena d'anys respecte als països més occidentals, però finalment les noves idees van arribar a Hongria a través de Viena: la publicació de llibres va augmentar de manera significativa, malgrat que hi havia censura política i religiosa. Els primers il·lustrats van ser els autors coneguts com a testőr írók (guardaespatlles hongaresos de l'emperadriu Maria Teresa d'Àustria): György Bessenyei, János Batsányi, etc. Els poetes més importants d'aquesta època van ser Mihály Csokonai Vitéz, Dániel Berzsenyi i Lőrinc Orczy. En la literatura d'aquest moment abunden les memòries i els textos introspectius, tot i que una de les obres més significatives de l'època pertany al gènere epistolar: es tracta de les Cartes des de Turquia, del transsilvà Kelemen Mikes.
Durant la Il·lustració també es va reformar la llengua hongaresa amb la voluntat d'adaptar-la als nous temps, els avenços científics i els nous invents. El principal impulsor d'aquesta reforma va ser Ferenc Kazinczy, que amb la seva autoritat va dominar l'ambient literari de l'època. A causa d'aquesta reforma, i dels canvis que hi va haver en la literatura hongaresa al llarg del segle xviii (sobretot en l'últim terç), se sol considerar que és en aquest moment quan neix la literatura hongaresa moderna.

## Elseglexix

### Romanticisme

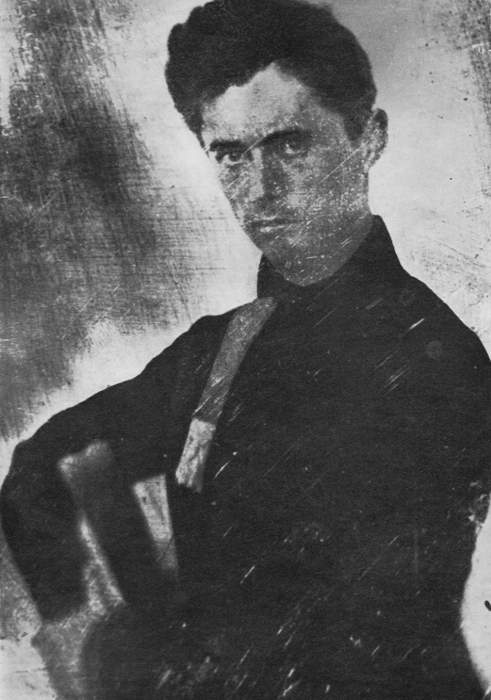
Daguerreotip de Sándor Petöfi.

Al començament del segle xix, el centre cultural d'Hongria es va traslladar a Pest, on va sorgir una nova generació d'escriptors coneguda com a Cercle Aurora que eren contraris al mestratge de Kazinczy. A aquest grup hi pertanyien, entre d'altres, el fundador de la revista que donava nom al grup, Károly Kisfaludy, germà del també poeta Sándor Kisfaludy; l'historiador Ferenc Toldy, o József Bajza, que va tenir un paper molt important com a crític. L'únic gran poesta de l'època que es va situar fora d'aquest cercle i va acceptar l'il·lustrat Kazinczy com a mestre va ser Ferenc Kölcsey.
Tot i així, el poeta que va portar a terme la tan esperada tasca d'escriure una èpica nacional hongaresa va ser Mihály Vörösmarty, autor de Zalán futása («La fugida de Zalán», 1825),
obra basada en el relat de la conquesta d'Hongria pels Árpáds contingut a la Gesta Hungarorum. En aquesta època també es va desenvolupar per primera vegada el teatre en hongarès amb la fundació del Teatre Nacional d'Hongria (1837), tot i que es va haver d'esperar fins al redescobriment de l'obra Bánk Bán, de József Katona (escrita el 1815 però no estrenada fins al 1839, nou anys després de la mort de l'autor) perquè aquest nou teatre arribés a uns nivells veritablement artístics. També la novel·la va experimentar una especial efervescència durant aquest període, amb més de dues-centes obres publicades només en el primer terç del segle xix. Entre aquests primers novel·listes destaca József Eötvös, autor de peces com El notari del poble (1844-1846) o Hongria el 1514, convertides posteriorment en clàssics de la literatura hongaresa.
També forma part del Romanticisme, tot i que amb una personalitat pròpia molt marcada, Sándor Petőfi, considerat el «poeta nacional» d'Hongria. La seva poesia beu fonamentalment de fonts populars i folklòriques, i Petőfi hi adopta diferents veus i personalitats, a vegades amb una intenció satírica. Petőfi va desaparèixer misteriosament en la batalla de Segesvár (o Sighişoara), durant la revolució hongaresa del 1848, cosa que va contribuir a augmentar encara més la seva fama i el seu estatus com a poeta nacional.

### Desil·lusió i novel·la
Després del fracàs de la revolució hongaresa del 1848 contra la dominació dels Habsburg, el país es va sumir en un període de desil·lusió que va afectar també les arts, i en concret la literatura. Sense autors de primera fila, les revistes es van omplir d'autors mediocres, gairebé amateurs. En el camp de la poesia, només destaca la figura de János Arany; la seva obra mestra, Toldi (1847), va ser molt ben acollida per Petőfi. El màxim representant de la prosa política, per la seva banda, és Zsigmond Kemény, autor també de novel·les històriques i psicològiques com Pál Gyulai (1847), en les quals es fa patent el pessimisme i l'irracionalisme de l'època. Es pot dir el mateix de les obres d'Imre Madách, autor d'un poema dramàtic titulat La tragèdia de l'home (1860), que se situa en la línia d'obres com el Caín de Lord Byron, el Faust de Goethe o el Peer Gynt de Henrik Ibsen, que tracten sobre el destí humà. Altres poetes d'aquesta època són László Arany (fill de János Arany), János Vajda o Gyula Reviczky.
L'únic autor que, pel seu esperit escapista i el seu optimisme infantil, va poder evitar el tenebrisme de l'època va ser el novel·lista Mór Jókai, autor de més de cent volums de prosa de ficció, entre novel·les i contes, en els quals es respira un romanticisme idealista, hipersensible i melodramàtic. Jókai va ser escollit pels seus compatriotes com el gran poeta del segle xix, i les seves obres plenes d'exotisme i d'herois improbables es compraven i es llegien apassionadament. Passa el mateix amb Kálmán Mikszáth, el novel·lista hongarès més popular després de Jókai, autor d'obres en les quals descriu l'ambient rural de la seva infantesa.

## El segle XX

### Fins a la Primera Guerra Mundial
Al final del segle xix, Budapest s'havia convertit en una de les ciutats més modernes d'Europa, com va mostrar l'Exposició Mil·lenària del 1896 per commemorar el naixement de la nació; tot i així, aquesta façana luxosa i ostentosa amagava greus problemes no només polítics, sinó sobretot socials i econòmics, amb una gran part de la població sumida en la pobresa i un nombre creixent d'aturats. La literatura dels primers anys del segle és més assagística que narrativa o poètica. En aquests anys es forma l'anomenat Cercle del Diumenge, liderat per György Lukács i amb membres com Károly Mannheim o el poeta i dramaturg Béla Balázs.

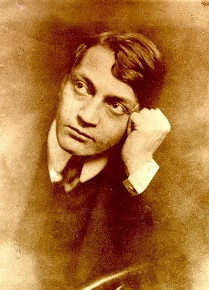
Endre Ady

Poc es pot dir per exemple del teatre d'aquesta època, caracteritzat per l'esgotament dels models anteriors i per l'aparició d'autors joves, com Ferenc Molnár o Menyhért Lengyel, que escriuen obres lleugeres, ben travades i fàcils d'exportar a l'estranger. En el camp de la poesia, la figura més important és József Kiss, d'origen jueu, que si bé com a poeta ocupa un lloc secundari, va ser un important editor, gràcies especialment a la seva revista La Setmana, en la qual publicaven sobretot —però no només— autors jueus hongaresos, com Tamás Kóbor o Sándor Bródy. A aquest grup pertanyia també el novel·lista Zoltán Ambrus, autor d'El rei Mides, i altres escriptors de relats breus, com Jenő Heltai, Viktor Cholnoky i Zoltán Thury. Al mateix temps que a la capital es desenvolupaven aquestes tendències, en una altra ciutat hongaresa, Szeged, es començava a desenvolupar el regionalisme gràcies a novel·listes com István Tömörkény o Ferenc Móra, que retrataven la vida dels pagesos d'Hongria sense idealitzar-los.
La primera dècada del segle xx també va veure l'aparició d'una altra important revista literària, Nyugat («Occident»), que es va començar a publicar l'1 de gener del 1908 i que va contribuir poderosament a la modernització de la literatura hongaresa. Al seu voltant es va reunir un important grup de poetes, crítics i novel·listes d'altíssim nivell, entre els quals destaquen Endre Ady, Gyula Krúdy o Aladár Schöpflin. Altres escriptors importants relacionats amb aquesta revista, que va conservar la seva influència fins ben entrat el segle XX (es va deixar de publicar el 1941), van ser Mihály Babits, Dezső Kosztolányi, Gyula Juhász, Árpád Tóth, Frigyes Karinthy i Margit Kaffka. En períodes posteriors, Nyugat va ser també el mitjà d'expressió d'una nova generació de poetes i prosistes, entre els quals destaquen Lőrinc Szabó, József Fodor, István Vas, József Berda i Anna Hajnal.
Hi havia altres tendències alternatives al grup de Nyugat que també buscaven la modernització de la literatura hongaresa, com ara els autors de tendència socialista, especialment Attila József, considerat un dels millors escriptors de la literatura hongaresa, o les experimentacions avantguardistes —també properes al socialisme— del grup de Lajos Kassák.

### El període d'entreguerres
Després del florent període anterior a la Primera Guerra Mundial, la postguerra va ser un moment de depressió per a la nació hongaresa, que va veure com el tractat del Trianon la privava de dues terceres parts del seu territori històric per donar-lo als països veïns. Aquesta derrota va provocar l'aparició d'un nacionalisme hongarès més agressiu, fortament vinculat amb el cristianisme i caracteritzat pel seu anticomunisme i antisemitisme. En aquesta tendència se situa, per exemple, l'historiador Gyula Szekfű, que tot i així s'apartaria d'aquest nacionalisme a mesura que els components racistes es van fer més evidents.
Significativament, la revista literària més influent d'aquest període es deia Est (en oposició a Nyugat, «Occident»), coeditada per l'influent crític János Horváth i per Cécile Tormay, que també va destacar com a novel·lista. Altres autors de novel·la històrica d'aquesta època són Miklós Surányi, János Komáromi i Irén Gulácsy, o el també nacionalista Gyula Somogyvári. A banda d'aquest grup, diversos escriptors van tendir al neocatolicisme, gràcies a publicacions com la Revista Catòlica o Vigília. Van formar part d'aquesta tendència poetes com Lajos Harsányi, Sándor Sík i László Mécs, i el novel·lista Béla Just.
Una línia molt diferent de les anteriors, però igualment influent, la van constituir els escriptors populistes (népi), nom creat per Mihály Babits per designar un grup d'autors que, a diferència dels que s'agrupaven al voltant de Nyugat, van decidir recuperar les formes literàries i els temes tradicionals d'Hongria. A més de Dezső Szabó, considerat un precursor, formaven part d'aquest grup de «poetes populistes» escriptors com László Németh, János Kodolányi, Pál Szabó i Dénes Barsi. Entre els autors associats amb aquest populisme destaca Gyula Illyés, considerat un dels poetes fonamentals de la literatura hongaresa del segle xx.
Com ja s'ha indicat anteriorment, en aquests anys una part important dels territoris de l'Hongria històrica deixen de formar part de l'Hongria política; entre aquests hi ha Transsilvània, que va passar a dependre de Romania, on van començar a aparèixer nous centres culturals. Entre els principals autors transsilvans d'entreguerres hi ha Károly Kós, important impulsor d'aquesta nova identitat cultural transsilvana. El procés està narrat en l'obra de Miklós Bánffy.
Durant els anys de la Segona Guerra Mundial, d'altra banda, els jueus hongaresos van ser confinats en guetos i en camps de concentració, on molts van morir. Entre ells hi havia poetes com ara György Sárközi i Miklós Radnóti, narradors com Károly Pap i Endre Gelléri i historiadors com Antal Szerb.

### Període comunista
Hongria, aliada de les potències de l'Eix, i derrotada per tant a la Segona Guerra Mundial, va quedar sota el control de l'URSS, personificat en Mátyás Rákosi, líder del Partit Comunista d'Hongria. Després d'uns primers anys en què la vida cultural es va començar a reorganitzar amb una relativa rapidesa i llibertat, al començament dels anys 1950 tot ja estava fèrriament controlat per l'aparell del Partit Comunista, dirigit fonamentalment per József Révai. Tot i que la seva trajectòria literària va néixer i es va establir sòlidament durant el període d'entreguerres, Sándor Márai és potser l'autor que millor representa la deriva de la literatura hongaresa durant el període de domini comunista. Novel·lista, assagista i autor de diaris i memòries d'un valor indubtable, com Confessions d'un burgès o Terra, terra!, després de l'ocupació d'Hongria per part de l'Exèrcit Roig Márai es va veure obligat a exiliar-se a Itàlia primer i als Estats Units després. Els escriptors que van optar per quedar-se a Hongria van haver de triar entre l'ostracisme i la submissió.
La situació es va obrir una mica a partir de l'any 1953, quan una nova política una mica més liberal impulsada per Imre Nagy va intentar que els escriptors es poguessin expressar amb més llibertat; aquest oberturisme, però, va ser frenat per Révai i els seus col·laboradors, que van intentar tornar a la situació de control anterior. Tot i així, els escriptors ja havien aconseguit un important paper expressant els desitjos de més llibertat de la societat hongaresa, que van esclatar arran de la revolució del 1956, brutalment esclafada per l'exèrcit soviètic. Entre els escriptors que van encapçalar aquest moviment hi ha Tibor Déry, que va ser obligat a «reescriure» la seva trilogia La frase inacabada perquè no s'adaptava als principis del realisme socialista; més endavant el van tancar a la presó, tot i que el 1960 el van amnistiar. El dramaturg Gyula Háy va tenir un destí similar, ja que el van empresonar després de la revolució del 1956 i el van alliberar el mateix any que Déry. Altres escriptors, com Zoltán Zelk, es van mostrar obertament partidaris del règim estalinista.
Tot i que la revolució va acabar esclafada, intentar tornar al control ferri de l'estalinisme era impossible: l'oposició va ser reprimida durament els anys 1956 i 1957, però ja el 1960 hi va haver una primera amnistia. En un intent per mostrar-se més obert, el règim va renunciar al principi del realisme socialista com a única tendència literària vàlida, i va animar a publicar els escriptors veterans del període d'entreguerres. També es va permetre la publicació d'obres estrangeres, encara que no fossin afins a l'ideari comunista. Són representatius d'aquesta època escriptors com Sándor Weöres, abans catalogat com «individualista» i «formalista», László Nagy, Ágnes Nemes Nagy i János Pilinszky. En prosa, Magda Szabó, represaliada entre el 1949 i el 1956 per raons polítiques, va veure com les seves novel·les es publicaven i aconseguien l'èxit. Altres novel·listes com Endre Fejes, György Moldova i Gyula Fekete van començar a escriure novel·les que plantejaven preguntes que havien estat tabú durant els anys 1950, com ara la situació real de la classe treballadora, o la «qüestió jueva» a Hongria.

## La literatura hongaresa des de la caiguda del règim comunista
Des de la desaparició del règim comunista, l'any 1989, Hongria s'ha incorporat a la cultura i la política de l'Europa Occidental, com demostra la seva adhesió a la Unió Europea l'any 2004. Aquesta obertura pot haver contribuït a fer que la literatura hongaresa sigui més coneguda fora del seu país. Autors com Sándor Márai o Magda Szabó han estat àmpliament traduïts i elogiats a l'estranger, i l'escriptor hongarès Imre Kertész va rebre el Premi Nobel de Literatura l'any 2002. També han començat a destacar altres autors més joves, com Péter Esterházy, encara poc coneguts fora del país.